# Панама (тъкан)
Вижте пояснителната страница за други значения на Панама.
Панама е вид сплитка в тъкачеството и платът, произведен чрез нея. Основната суровина е животинска вълна.
Полученият плат е с фина, зърнеста повърхност, подчертана от използването на едноименната сплитка. Често е мек на допир. Използва се за костюми и дамски рокли. Наименованието на сплитката и плата произлиза от повърхността на панамената сламена шапка, популярна в Южна Америка.